# Philipp Jedicke
Philipp Jedicke (* 1977 in Kehl) ist ein deutscher Journalist und Filmemacher.

## Leben
Nachdem Jedicke in Konstanz und mit einem DAAD-Stipendium ein Jahr lang in Toronto studiert hatte, zog er 2001 nach Köln, wo er von 2002 bis 2006 ein Magisterstudium in Anglistik, Romanistik und Theater-, Film- und Fernsehwissenschaften absolvierte. Der SWR nennt statt Anglistik und Romanistik englische und amerikanische Literatur sowie französische Literatur als Studienfächer. Während des Studiums sammelte er im Rahmen von Praktika und Hospitanzen bei Arte in Straßburg und der Arte-Redaktion des WDR in Köln journalistische Erfahrung. Anschließend begann er 2003 als freier Mitarbeiter für den WDR zu arbeiten. Im Jahr 2004 wurde er Teil der Rockpalast-Redaktion.
Nach dem Studium arbeitete Jedicke weiterhin als freier Autor und betätigte sich als Postproduktionsleiter für deutsche, englische und französische Sprachfassungen sowie in der Sprachregie für verschiedene Fernsehsender und Filmproduktionsfirmen. Außerdem schrieb er als freier Autor für Zeitungen, Magazine und Websites, wirkte an Konzertaufzeichnungen mit und betrieb Pressearbeit sowie Veranstaltungsorganisation. 2011 begann er für die Dokumentarfilmredaktion des WDR zu arbeiten. Ein Jahr später wurde er Online-Redakteur in der Kulturredaktion der Deutschen Welle.
Mit Shut Up and Play the Piano kam 2018 sein erster Dokumentarfilm in die Kinos. Seine Weltpremiere feierte der Film auf der 68. Berlinale. Der Film porträtiert den kanadischen Jazzpianisten, Komponisten und Entertainer Chilly Gonzales. Er wurde mit dem Förderpreis des Deutschen Dokumentarfilmpreises ausgezeichnet.
2023 folgte Vienna Calling über die subkulturelle Musikszene Wiens. Begleitet werden unter anderem Voodoo Jürgens, Der Nino aus Wien, Kerosin95 und EsRap.
Die journalistischen Schwerpunkte von Philipp Jedicke liegen in den Bereichen Musik, Film und Kultur. Über die genannten Medien hinaus war er unter anderem für den SWR, die Süddeutsche Zeitung und das Intro-Magazin sowie diverse Produktionsfirmen, Filmverleihe, Online-Agenturen und Blogs tätig. Privat spielt er in diversen Bands Gitarre und Bass.

## Filmografie
- 2018: Shut Up and Play the Piano (Regie, Konzept)
- 2023: Vienna Calling (Regie, Drehbuch)

## Auszeichnungen
- 2018: Förderpreis des Deutschen Dokumentarfilmpreises für Shut Up and Play the Piano[2]
- 2023: Publikumspreis des Unerhört! Musikfilmfestivals in Hamburg für Vienna Calling[5]